# Schránka

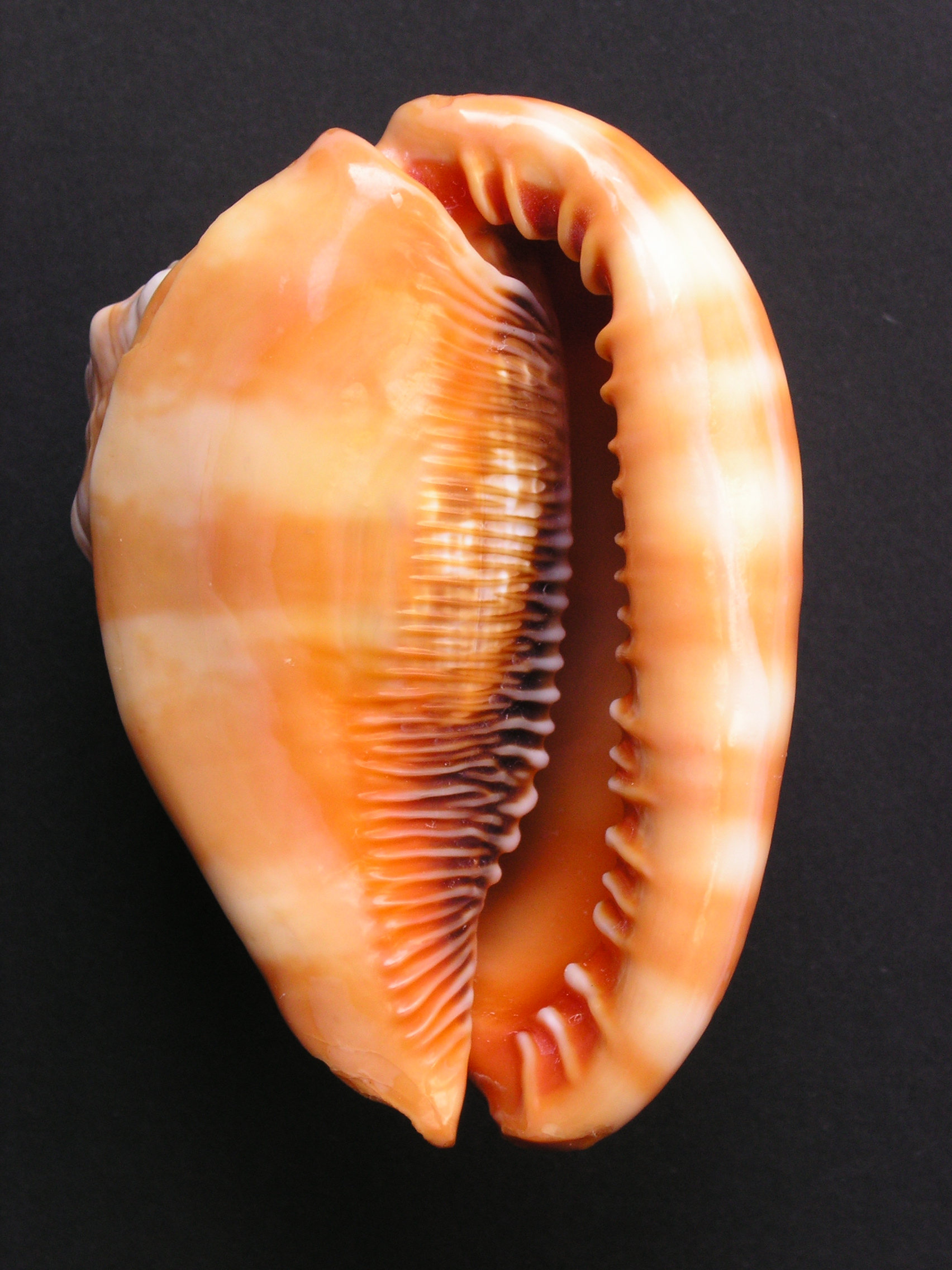
Ulita mořského plže Cypraecassis rufa

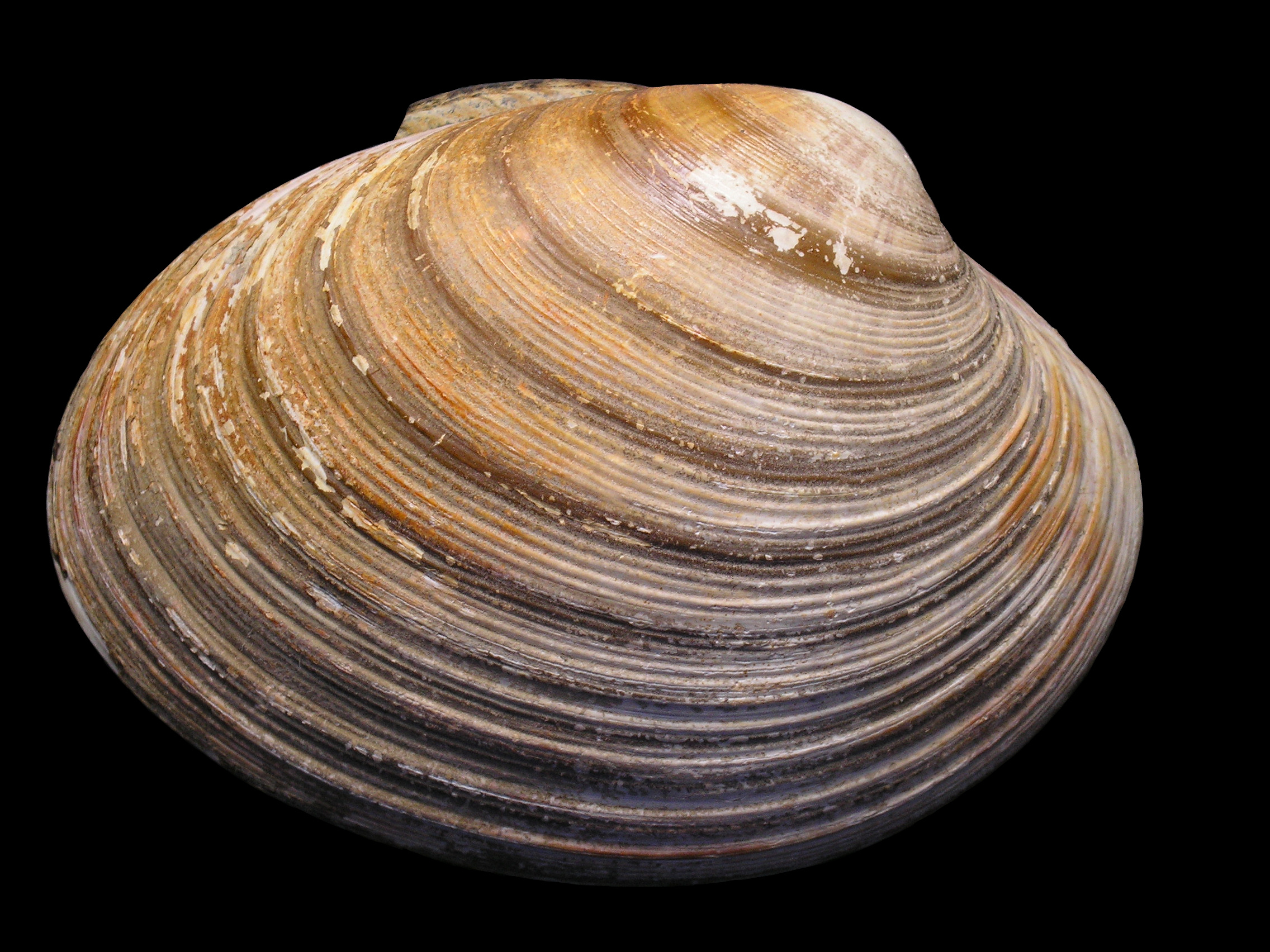
Lastura mořského mlže Callista brevisiphonata

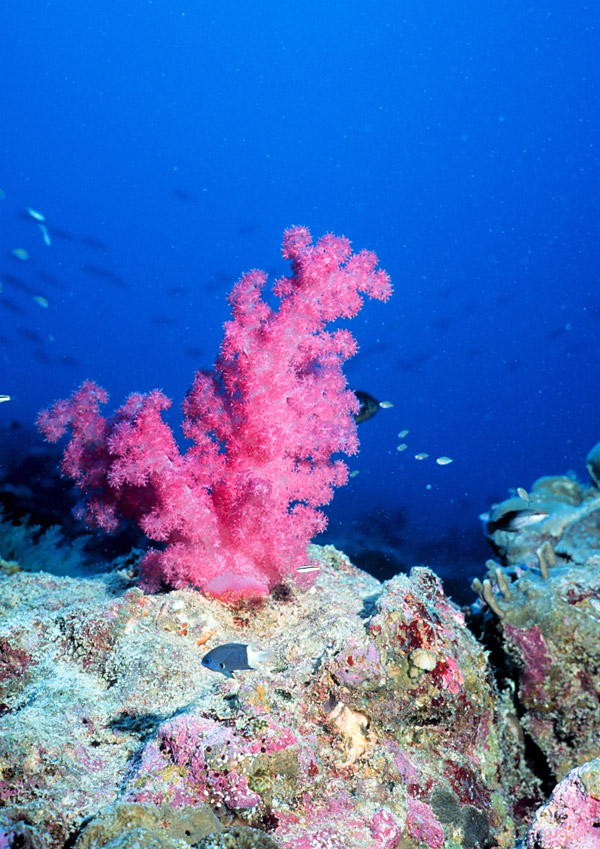
Mořský korál

Schránka je pevný, většinou vápenatý obal některých živočichů, například měkkýšů, korálů a dalších živočichů.

## Schránka měkkýšů
U měkkýšů rozlišujeme ulitu, která je typická pro plže, a lasturu, která se vyskytuje u mlžů.

### Vrstvy lastury
Schránka měkkýšů se skládá ze tří vrstev, zvaných periostrakum, ostrakum a hypostrakum.
Periostrakum (řec. peri = na obvodě, ostrakum = šupiny) je pružná nejsvrchnější vrstva, jejíž součástí jsou někdy i chlupy. Periostrakum je z konchiolinu. Konchiolin je tvořen bílkovinami a chinonem. Někteří plži periostrakum nemají, např. plži z čeledí zavinutcovití (Cypraeidae), olivovití (Olividae) či ohnutkovití (Marginellidae).
Ostrakum je z kalcitu. Hypostrakum je vrstva typická pro mlže (hypo = pod) je z aragonitu (CaCO3). Vzniká takto (zjednodušeně):
CO2 (vydýchaný mlžem) + H2O → H2CO3

H2CO3 + CaCO3 → Ca + H2 + 2CO32−

### Hlavonožci
Hlavonožci mají schránku většinou redukovanou na destičku (např. sépiová kost u sépie) nebo zcela překrytou pláštěm (např. u druhu Spirula spirula). Redukovaná schránka olihně obecné je tvořena pouze chitinem. Schránky samic argonautů jsou embryonální schránky. Pouze loděnky mají pravé vnější schránky.

### Syntéza schránky
Vápník z potravy je uskladňován v trávicí žláze. Odtud ho amébocyty jako fosforečnan vápenatý (Ca3(PO4)2) přenášejí do pláště. V plášti působením enzymu krystalizuje na kalcit (např. u slimáků), aragonit (u škeblí) nebo vaterit. Heliofilní plži mají někdy na povrchu bělavou až namodralou vrstvu z CaCO3 na ochranu před slunečním zářením. Někteří severoameričtí plzáci mají dokonce ještě ulitu.
| externí médium | plášť               | mimoplášťová tekutina  | schránka |
| -------------- | ------------------- | ---------------------- | -------- |
| Ca2+ ↔         | ↔ Ca2+ + CO32− ↔    | ↔ Ca2+ + CO32− ↔ CaCO3 | ↔ CaCO3  |
|                | ↕                   |                        |          |
|                | CaCO3               | ↕                      |          |
| HCO3− ↔        | ↔ HCO3− ↔           | ↔ HCO3−                |          |
|                | protein →           | → protein →            |          |
|                | mukopolysacharidy → | → mukopolysacharidy →  |          |